# Rozálie Hajníková
Rozálie Hajníková, též Rosálie Hajníková, rozená Lebrová (4. září 1874 Tuchlovice – 12. listopadu 1951 Motyčín), byla česká a československá politička, členka Českoslovanské sociálně demokratické strany dělnické a meziválečná senátorka Národního shromáždění za Komunistickou stranu Československa.

## Biografie
Angažovala se v sociální demokracii. Jejím manželem byl dělnický aktivista František Hajník. Byla členkou krajského výboru žen a vedoucí komise pro práci mezi ženami. V prosinci 1913 byla delegátkou XI. sjezdu sociálně demokratické strany. Během rozkolu v sociální demokracii v letech 1919-1920 se přidala k levici, z níž se pak utvořila KSČ.
Po parlamentních volbách v roce 1929 získala senátorské křeslo v Národním shromáždění. Mandát ale nabyla až dodatečně roku 1932 poté, co senátor Petr Stránský byl zbaven mandátu. V senátu setrvala do roku 1935. V roce 1932 byla uváděna jako vdova po horníku v Motyčíně.
V roce 1939 po německé okupaci zbytku Čech a Moravy byla uvězněna. Později byla propuštěna, ale zůstala pod trvalým dohledem gestapa. Pak byla znovu zatčena a spolu s odbojovou skupinou mládeže Předvoj deportována do Terezína. 5. května 1945 měla být popravena, ale exekuce nebyla vykonána, protože Terezín byl převzat Červeným křížem. Domů se vrátila těžce nemocná. Politicky se ale dále angažovala. Byla jedním z iniciátorů sloučení dosud samostatných vesnic Motyčín a Hnidousy do obce Švermov. V roce 1975 byla na domě vedle jejího (mezitím zbořeného) domku v Motyčíně odhalena pamětní deska.